# ZBD2000
Lo ZBD2000, designato anche come veicolo corazzato anfibio Type 05 (in cinese: 05式两栖装甲车), è un mezzo corazzato anfibio di costruzione cinese. 
Il mezzo rappresenta una famiglia di veicoli corazzati da combattimento cingolati anfibi sviluppati dalla Norinco per le Forze terrestri cinesi e per il Corpo di fanteria di marina della Marina dell'Esercito popolare di liberazione cinese, composta da due principali varianti da combattimento: il veicolo da combattimento della fanteria ZBD-05 e il cannone d'assalto (o carro armato leggero) ZTD-05.

## Utilizzatori
Cina
 Venezuelaalcuni esemplari in forza alla Infantería de Marina Bolivariana.
 Thailandia3 ordinati nel giugno 2020 al costo approssimativo di 13 milioni di dollari per il Regio corpo di fanteria di marina thailandese e consegnati nel maggio 2021.